# 1972 în film
- 1971 în cinematografie — 1972 în cinematografie — 1973 în cinematografie

## Filmele cu cele mai mari încasări
În SUA
| #   | Titlu                  | Studio                       | Încasări     |
| --- | ---------------------- | ---------------------------- | ------------ |
| 1.  | The Godfather          | Paramount Pictures           | $133,698,921 |
| 2.  | The Poseidon Adventure | 20th Century Fox             | $93,300,000  |
| 3.  | What's Up, Doc?        | Warner Bros.                 | $66,000,000  |
| 4.  | Behind the Green Door  | Mitchell Brothers Film Group | $50,000,000  |
| 5.  | Deliverance            | Warner Bros.                 | $46,122,355  |
| 6.  | Jeremiah Johnson       | Warner Bros.                 | $44,693,786  |
| 8.  | Cabaret                | Allied Artists Pictures      | $42,765,000  |
| 9.  | The Getaway            | National General Pictures    | $36,734,619  |
| 10. | Fritz the Cat          | Cinemation Industries        | $25,000,000  |

## Premii

### Oscar
- Cel mai bun film:
- Cel mai bun regizor:
- Cel mai bun actor:
- Cea mai bună actriță:
- Cel mai bun film străin:

Articol detaliat: Oscar 1972

### BAFTA
- Cel mai bun film:
- Cel mai bun actor:
- Cea mai bună actriță:
- Cel mai bun film străin: